# 中央武装警察部队

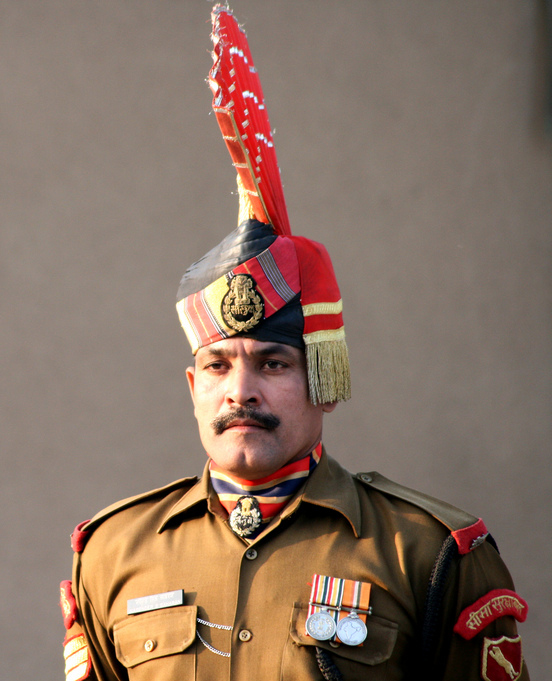
穿著常服的印度邊境安全部隊的成員

中央武装警察部队是印度内政部授权的7支联邦部队的统称， 主要作用是捍卫国家利益，抵御内部威胁。七支部队分别是：边境安全部队、中央后备警察部队、国家安全卫队、特别保护群、中央工业安全部队、印藏边境警察和武装边境部队。

## 组织和领导
中央武装警察部队的属下组织主要包括：负责边防任务的边境安全部队、印藏边境警察和武装边境部队；负责保护重要机构的中央工业安全部队；协助警察处理法律、秩序及执行反恐行动的中央后备警察部队和国家安全卫队。除了其主要任务之外，所有中央武装警察部队都有义务协助军队。
武警人员也被派出在其他机构，如印度研究分析室（RAW）、特别保护群（SPG）、国家调查局（NIA）、印度情報局（IB）、中央调查局（CBI）、国家灾难响应部队（NDRF）、麻醉品管制局（NCB）、联邦武装警察部队，并与印度陆军一起进行培训课程。

## 公务员福利

### 最高法院裁决
2019年2月5日，印度最高法院裁定 所有CAPF将获得更好的薪酬福利和非功能性财务升级（Non-Functional Financial Upgradation, NFFU）， 以及提升有组织“A”组服务（Organised Group 'A' Services, OGAS）的地位，结束了长达近十年的争论。在Rohinton Fali Nariman和M R Shah法官的指标性判决中，法院表示来自BSF、CRPF、SSB、ITBP和CISF的官员将获得非功能性财务升级，并将被视为有组织“A”组服务机构，但阿薩姆步槍隊的军官不在此范围内，因为他们不是属于CAPF的类别。

### 内阁批准
2019年7月，部長聯盟理事會授予 有组织“A”组服务（OGAS）地位给中央武装警察部队的“A”组执行干部，并将扩展到执行干部的非功能性财务升级（NFFU）和非功能性选拔等级（NFSG）福利提高30%。

## 招聘、阶级和结构
CAPF的招聘可以由联邦公共服务委员会（UPSC）、公务员遴选委员会或相应单位的总部进行，具体取决于要填补的职位。有三种可能的途径：

### 宪报官员
CAPF的官員是通過UPSC進行的「中央武裝警察部隊（助理指揮官）考試」招募，入選後被任命為助理指揮官（Assistant Commandants, AC），在CRPF中通常被稱為「直接任命憲報官員」（Directly Appointed Gazetted Officers, DAGO），在BSF中被稱為「助理指揮官（直接提升）」。
那些通過內部為下級人員進行的部門考試，而得到提升的官員，稱為「部門提升憲報官員」（Departmental Entry Gazetted Officers, DEGO）。
| 武警                       | 警察                         | 陆军               | 海军               | 空军               | 海防           |
| -------------------------- | ---------------------------- | ------------------ | ------------------ | ------------------ | -------------- |
| 武警总长（指挥官）         | 全国警察总长                 | 陆军中将（司令）   | 海军中将（司令）   | 空军中将（司令）   | 海岸防卫总长   |
| 武警特别总长               | 警察特别总长                 | 陆军中将           | 海军中将           | 空军中将           | —              |
| 武警副总长                 | 警察副总长                   | 陆军中将           | 海军中将           | 空军中将           | 海岸防卫副总长 |
| 武警总监                   | 警察总监                     | 陆军少将           | 海军少将           | 空军少将           | 海岸防卫总监   |
| 武警副总监                 | 警察副总监                   | 陆军准将           | 海军准将           | 空军准将           | 海岸防卫副总监 |
| 武警上校                   | 高级警司                     | 陆军上校           | 海军上校           | 空军上校           | 海岸防卫上校   |
| 武警中校                   | 副警监、警司                 | 陆军中校           | 海军中校           | 空军中校           | 海岸防卫中校   |
| 武警少校                   | 副警监、高级助理警监、副警司 | 陆军少校           | 海军少校           | 空军少校           | 海岸防卫少校   |
| 助理指挥官、见习助理指挥官 | 助理警监、助理警司           | 陆军上尉、陆军中尉 | 海军上尉、海军中尉 | 空军上尉、空军中尉 | 助理指挥官     |

### 下级官员
下級官員是通過公務員遴選委員會進行的競爭性考試招聘，入選後被稱為「直接任命下級官員」（Directly Appointed Subordinate Officers, DASO），那些通過內部為警員、警長和助理副督察進行的部門考試，而得到提升的官員稱為「部門提升下級官員」（Departmental Entry Subordinate Officers, DESO）。

### 警员
警员是通过公务员遴选委员会的竞争性考试进行招聘，除上述方式外，CAPF对工程师、医生等专业岗位进行独立招聘。

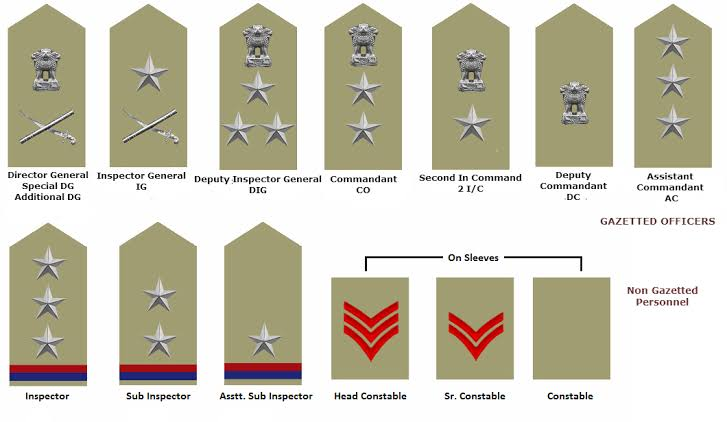
阶级章

## 女性服役人员

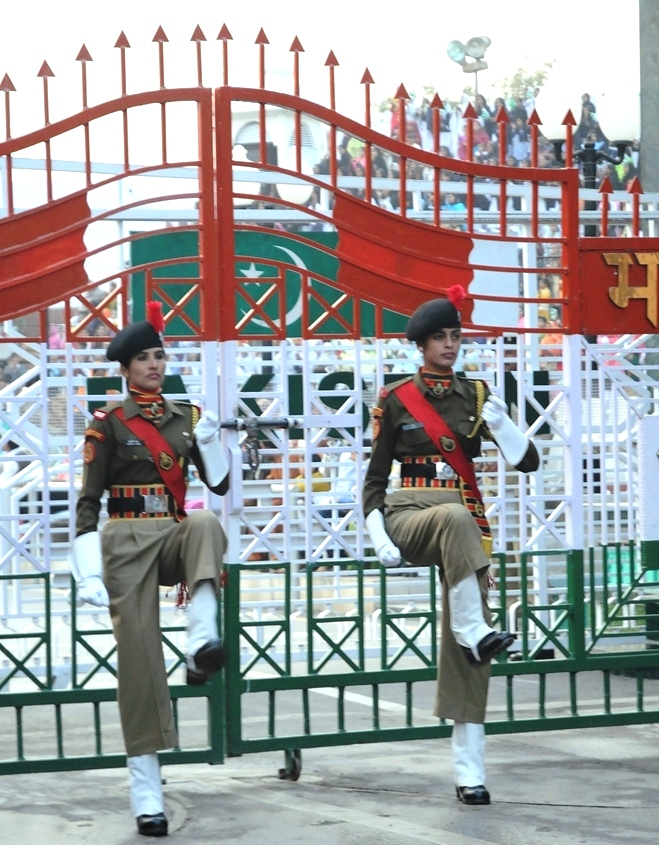
印度邊境安全部隊的女性服役人员

中央武装警察部队最初并不招募女性。直至1992年，Asha Sinha首开先例成为Mazagon Dock Shipbuilders Limited的中央工业安全部队指挥官，成为中央武装警察部队的第一位女性指挥官。在此之前，女性仅限于担任中央武装警察部队的内务工作。
印度议会妇女赋权委员会建议让女性在中央武装警察部队中发挥更大的作用，内政部根据这些建议宣布保留五支准军事部队中的女性警察，及后宣布她们可以在所有中央武装警察部队中担任战斗职务。 内政部长于2019年宣布，女性在中央后备警察部队和中央工业安全部队的比例将达到15%，而在边境安全部队、印藏边境警察和武装边境部队的比例将达到5%。

## 中央后备警察部队
中央后备警察部队（CRPF）是中央武装警察部队中规模最大的部队，共有245个营、313,678人。 中央后备警察包括：
- 快速行动部队（英语：Rapid Action Force）（RAF），一支15营规模的防暴部队，接受过应对宗派暴力的训练。
- 坚决行动突击营（COBRA），一支10营规模的反纳萨尔派及平叛（英语：Counter-insurgency）部队。[15]

## 边境安全部队
边境安全部队（BSF）的主要作用是守卫印巴和印孟边界，共有186个营、257,363人，部署在国际边界和控制线，在发生战争期间也发挥积极作用。 国家灾害响应部队（NDRF）的第1、2和7营是征用自边境安全部队，其也以世界上规模最大的边防部队而闻名。

## 中央工业安全部队
中央工业安全部队（CISF）作为世界上最大的工业安全部队之一，为各种公共部门企业（PSU）和其他关键基础设施设施、全国主要机场提供安全保障，并在选举保护期间和为VVIP提供安全保障，以及其他内部保安的职责，其总兵员约144,418人、辖132个营，其中9个预备役营。

## 印藏边境警察
印藏边境警察（ITBP）部署在拉达克喀喇昆仑山口到阿鲁纳恰尔邦迪普山口的中印边境，全长3,488公里。 其包含56个战斗营、2个灾害管理（DM）营和4个特种营，有89,432名人员。

## 武装边境部队
武装边境部队（SSB）主要负责保卫印度-尼泊尔和印度-不丹边界，有76,337名人员、67个营，以及部分预备营。